# 松本じゅん
松本 じゅん（まつもと じゅん、旧芸名：松本 海希、1959年〈昭和34年〉1月14日 - ）は、神奈川県出身の女優。宝井プロジェクト所属。2015年、松本海希に改名。2024年、再び「松本じゅん」に改名。

## 出演

### テレビドラマ

#### NHK
- 連続テレビ小説
  - かりん（1994年） - とき 役
  - すずらん（1999年） - 近所のおばさん 役
  - こころ（2003年） - 杉井真弓 役
  - 半分、青い。（2018年） - 朝露高等学校の購買のパン屋 役
- よろずや平四郎活人剣（1998 - 1999年） - おかね 役
- 喪服のランデヴー（2000年） - 福山陽子 役
- 精霊流し〜あなたを忘れない〜（2002年） - 下宿のおばちゃん 役
- 菊亭八百善の人びと（2004年） - 子守 役
- 笑う三人姉妹（2005年）
- この世にたやすい仕事はない（2017年） - 寺井芳子 役

#### 日本テレビ系
- 火曜サスペンス劇場
  - 「監察医・室生亜季子35」（2004年） - 森山秀子 役

- 水曜ドラマ
  - 正義のセ 第1話[3]（2018年4月11日） - 窃盗の被疑者 役
  - 偽装不倫 Fake Affair 第1話（2019年7月10日） - 川田 役[4]
  - ウチの娘は、彼氏が出来ない!! 第3話 - 第5話・第9話・最終話（2021年1月27日 - 2月10日・3月10日・17日） - 神林のおばちゃん 役
- 水曜プラチナイト 高杉さん家のお弁当 第2話・最終話（2024年10月10日・12月5日）[5]
- 相続探偵 第6話（2025年3月1日、日本テレビ） - 銭湯の常連客 役[6]

#### TBSテレビ系
- 電光超人グリッドマン（1993年） - 万引き犯 役
- 3年B組金八先生（1995年） - 坂田拓也の母 役
- キャンパスノート（1996年） - 西村富子 役
- 青い鳥（1997年）
- 天までとどけ（1998年）
- 新・天までとどけ（1999年）
- 池袋ウエストゲートパーク（2000年）
- 恋がしたい恋がしたい恋がしたい（2001年） - エステ客 役
- こちら第三社会部（2001年） - 榎本 役
- 木更津キャッツアイ（2002年） - 薬局のおばちゃん 役
- 日曜劇場 オレンジデイズ 第2話[7]（2004年4月18日） - 主婦 役
- 金曜ドラマ タイガー&ドラゴン（2005年4月15日 - 6月24日） - 「よしこ」のママ 役[8]
- 花より男子2（2007年）
- ゴッドハンド輝 第1話（2009年4月11日） - 清掃員 役
- こちら葛飾区亀有公園前派出所（2009年）
- 小公女セイラ（2009年） - 武田きよ 役
- うぬぼれ刑事（2010年） - 茂木みどり 役
- 新参者（2010年） - 寺田志摩子 役
- 獣医ドリトル（2010年）
- 華和家の四姉妹（2011年） - おみつちゃん 役
- 最高の人生の終り方〜エンディングプランナー〜（2012年） - 村内緑 役
- 白戸修の事件簿（2012年） - 和田政子 役
- ATARU（2012年） - 日村梅乃 役
- なるようになるさ。（2013年） - 森山則子 役
- 夫のカノジョ（2013年） - 久米愛 役
- 月曜ミステリーシアター 刑事のまなざし 第1話[9]（2013年10月7日） - 近所の主婦 役
- Dr.DMAT（2014年） - 林敏子 役
- ブラックペアン 第5話（2018年5月20日）
- わたし、定時で帰ります。（2019年） - 佐伯さん 役
- 月曜ドラマスペシャル 「早乙女千春の添乗報告書」 第1作「金沢湯けむりツアー殺人事件」（1995年2月20日） - 丘久子 役
- 月曜ミステリー劇場 「早乙女千春の添乗報告書」 第13作「神戸・淡路湯けむりツアー殺人事件」（2003年1月6日） - 相良萌 役
- 月曜ゴールデン 「刑事シュート しゅうと&ムコの事件日誌4」（2013年） - 原田市代 役
- 99.9-刑事専門弁護士- SEASON II（2018年） - 大家 役
- おカネの切れ目が恋のはじまり（2020年）
- この恋あたためますか（2020年）

#### フジテレビ系
- フジテレビ開局30周年記念特別番組 さよなら李香蘭（1989年12月1日・2日）[10]
- ラブジェネレーション（1997年）
- 火曜9時枠
  - 総理と呼ばないで 第8話[11]（1997年5月27日） - ラーメン屋のおばさん 役
  - 救命病棟24時 第4シリーズ Episode5（2009年9月8日） - 藤原幸子 役[12]
- アフリカの夜 第7話（1999年5月27日） - 客室清掃員 役
- らぶ・ちゃっと（2000年）
- はるちゃん（2001年） - 看護婦 役
- 人間の証明（2004年） - 良枝 役
- ほんとにあった怖い話（2004年） - 上野繁子 役
- 危険なアネキ（2005年）
- 鬼嫁日記（2005年）
- 木曜劇場
  - コード・ブルー -ドクターヘリ緊急救命- 1st season 第1話（2008年7月3日） - 滝川滝代の姪 役[13]
  - ギークス〜警察署の変人たち〜 第6話[14]（2024年8月15日） - 目撃者 役
- 土曜ドラマ 魔女裁判（2009年4月25日 - 7月11日） - 内海信恵 役[15]
- 僕とスターの99日（2011年）
- リーガル・ハイ（2012年） - 山内和代 役
- 主に泣いてます 第4・5話（2012年） - 女将 役
- 遅咲きのヒマワリ〜ボクの人生、リニューアル〜（2012年） - 鈴木弘美 役
- よろず占い処 陰陽屋へようこそ（2013年） - 森田律子 役
- 金曜エンタテイメント
  - 「サラリーマン刑事1」（1998年2月20日） - 由美のマンションの住人 役
  - 主夫刑事と猛妻鑑識官の夫婦事件帳（1999年5月7日）[16] - ケーキ店の客 役
  - 「宝石調査員 九条薫 備前～倉敷・サファイア連続殺人事件」 （2000年） - 家政婦 役
  - 「おだまりコンビシリーズ3」（2000年）
  - 「昼下がり社宅奥様捜査隊」（2001年9月14日）
- 金曜プレステージ
  - 「外科医 鳩村周五郎7」（2010年9月17日） - おばちゃん 役
- 金曜プレミアム
  - 「警部補・佐々木丈太郎8」（2016年） - 室田千津恵 役
- 世にも奇妙な物語
  - 「美人税」（2016年） - 売店のおばちゃん 役
- 限界団地（2018年） - 明美 役
- スタンドUPスタート 第8話（2023年3月8日） - 西村良子 役

#### テレビ朝日系
- スーパー戦隊シリーズ
  - 鳥人戦隊ジェットマン（1991年） - お手伝い 役
  - 恐竜戦隊ジュウレンジャー（1992年） - 利夫の母 役
  - 忍者戦隊カクレンジャー（1994年） - 真一の母 役
  - 炎神戦隊ゴーオンジャー（2008年） - 主婦 役
- はぐれ刑事純情派
  - 第6シリーズ 第26話「パッチワークの女 血染めのブラウス」（1993年9月29日）- パチンコ屋の客 役
  - 第7シリーズ 第10話「凶器は鋏！ ベッドを買った男」（1994年6月8日）- 保育園の保護者 役
- ビーファイターカブト（1996年）
- ガラスの仮面 第10話「さよなら初恋…永遠にさよなら母さん」（1997年9月8日）
- はみだし刑事情熱系 第3シリーズ（1999年） - 三上早苗 役
- TRICK（2002年） - 旅館の女中 役
- OL銭道（2003年） - 宝くじ売り場のおばさん 役
- さくら署の女たち（2007年）
- 相棒
  - Season6 第14話（2008年） - 第一発見者の家政婦 役
  - Season13 第17話（2015年） - 牧田冬美 役
  - Season19 第20話（2021年） - 藤原久美子（整形前） 役
- ジウ 警視庁特殊犯捜査係（2011年） - 門倉峰子 役
- 刑事110キロ（2013年） - 矢口郁江 役
- 仮面ライダードライブ 第15話（2015年1月25日） - 管理人 役
- 家政夫のミタゾノ（2016年） - 小森タキ 役
- 女囚セブン（2017年） - 矢島洋子 役
- 私のおじさん〜WATAOJI〜（2019年） - 一ノ瀬依子 役
- 土曜ワイド劇場
  - 「作家 小日向鋭介の推理日記」（1999年）
  - 「鉄道捜査官」（2002年）
  - 「法医学教室の事件ファイル」（2006年）
  - 「温泉若おかみの殺人推理」（2007年）
  - 「東京駅お忘れ物預り所4」（2010年）
  - 「終着駅シリーズ28」（2014年） - 林浩子 役
- 日曜ワイド
  - 「おかしな弁護士」（2017年） - 三浦広恵 役
- 東京地検の男（2021年） - 幸恵 役
- 科捜研の女 Season21（2021年） - 奥沢園美 役
- ザ・トラベルナース（2022年）‐ 松子 役

#### テレビ東京系
- ハッピー 愛と感動の物語（1999年）
- 女と愛とミステリー
  - 「嘱託刑事・小山田昭平 旅路の果て」（2001年） - 鈴木敏子 役
  - 「監察医・篠宮葉月 死体は語る1」（2001年）
  - 「ヤメ検弁護士・英剛直 佐渡が島殺人航路」（2002年7月28日）
- 水曜ミステリー9
  - 「借王＜シャッキング＞〜華麗なる借金返済作戦〜」（2014年） - 南田夫人 役
- 金曜8時のドラマ→ドラマ8
  - ヤッさん〜築地発！おいしい事件簿〜 第6話（2016年8月26日） - すみれ 役[17]
  - 記憶捜査〜新宿東署事件ファイル〜 第3話（2019年2月1日） - 鈴木慶子 役[18]
  - ジャンヌの裁き（2024年1月12日 - 3月8日）[注 2] - 兎川うさ美 役[19][20]
- ウルトラシリーズ
  - ウルトラマンオーブ（2016年） - 主婦 役
  - ウルトラマンデッカー 第16話（2022年10月29日） - 主婦 役
  - ウルトラマンアーク 第6話（2024年8月10日） - ヤマナミ 役
- 孤独のグルメ Season8 真夏の東北・宮城出張編（2016年8月3日） - 萃萃・女将 役
- 神酒クリニックで乾杯を（2019年） - 上坂節子 役
- 婚活探偵 第2話（2022年1月15日、BSテレ東） - 二階堂美沙子 役
- ドラマプレミア23 警視庁考察一課 第3話（2022年10月31日）‐ 藤間麻里子 役[21]
- ドラマ9 能面検事 第2話（2025年7月18日）[22] - 大家・神田 役

#### WOWOW
- だから殺せなかった（2022年1月9日 - ） - 保育士 役
- 湊かなえ「落日」 第2話（2023年9月17日） - アパートの大家 役

### 映画
- マルサの女2（1988年1月15日公開、監督：伊丹十三、東映） - サイレンを鳴らす女[23]
- 大夜逃 夜逃げ屋本舗3（1995年2月11日公開、監督：原隆仁、東宝） - 藁科幸子 役
- 白鳥麗子でございます!（1995年8月19日、監督：小椋久雄、東映） - 寿司好きな叔母 役
- 友子の場合（1996年8月10日公開、監督：本広克行、東映） - 電車の夫婦 役[24]
- ひみつの花園（1997年2月15日公開、監督：矢口史靖、東宝） - 椿銀行前の女 役[25]
- 四月物語（1998年3月14日公開、監督：岩井俊二、ロックウェルアイズ）
- 歯科医（2000年2月19日公開、監督：中原俊、ギャガ・コミュニケーションズ（配給協力：リベロ）） - 看護婦 役[26]
- LOVE SONG（2001年4月28日公開、監督：佐藤信介、ソニー・ピクチャーズ　エンタテインメント） - ブルックリンの店員 役[27]
- GO（2001年10月20日公開、監督：行定勲、東映） - シカのおばちゃん 役[28]
- 岸和田少年愚連隊 カオルちゃん最強伝説 EPISODE 1 THE BATTLE OF KAORU（2001年3月30日公開、監督：宮坂武志、セディックインターナショナル（配給協力：アースライズ）） - 女性店長 役[29]
- UNloved（2002年5月25日公開、監督：万田邦敏、サンセントシネマワークス）[30]
- 富江 最終章 -禁断の果実-（2002年6月29日公開、監督：中原俊、大映） - 公園のおばさん 役[31]
- 命（2002年9月14日公開、監督：篠原哲雄、東映） - 保健婦 役[32]
- 仔犬ダンの物語（2004年12月14日公開、監督：澤井信一郎、東映） - 団地の住民 役[33]
- チルソクの夏（2004年4月17日公開、監督：佐々部清、プレノンアッシュ） - 隣のおばさん 役[34]
- ロード88 出会い路、四国へ（2004年11月6日公開、監督：中村幻児、ギャガ・コミュニケーションズ）[35]
- ZOO（2005年）
- 眉山-びざん-（2007年） - 森山晴美 役
- 夕凪の街 桜の国（2007年）
- 僕の初恋をキミに捧ぐ（2009年）
- 銀色の雨（2009年） - 後藤道子 役
- 真夏の方程式（2013年）

### Vシネマ
- 岸和田少年愚連隊 カオルちゃん最強伝説シリーズ - 逆占いババア 役
  - EPISODE 2 ロシアより愛をこめて（2002年1月21日発売）
  - 番長足球（サッカー）（2003年8月発売）

### バラエティ
- 笑っていいとも!2009春の祭典（2009年、フジテレビ系）
- VS嵐（2009年、フジテレビ系）
- クイズ!脳ベルSHOW（BSフジ）
  - 2022年2月16日・17日・18日[36]
  - 2025年2月17日・24日

### ウェブドラマ
- 三井不動産レジデンシャル製作WEBドラマ「タイムスリップ!堀部安兵衛」（2014年） - 定食屋のおばちゃん 役
- 恋する男たち 第5話（2020年） - やすはら 役
- 【推しの子】（2024年11月28日 - 12月5日、Amazon Prime Video） - 五反田監督の母 役

### コント
- 陣内智則コント鼻歌検索 - 緑山テルコ 役
- 陣内智則コントお茶の間留学 - KINOSHITA 役

### CM
- WorkX ProConnect（2024年11月27日 - ） - 社員食堂のおばちゃん 役 ※田中哲司らと共演